# Marwitzia dichocrocis
Marwitzia dichocrocis is een vlinder uit de familie van de grasmotten (Crambidae). De wetenschappelijke naam van deze soort is voor het eerst gepubliceerd in 1913 door George Francis Hampson.
De spanwijdte bedraagt 42 millimeter.
De soort komt voor in tropisch Afrika.